# 綠在區區

綠在區區品牌標誌

綠在區區（英語：Green@Community）是由香港環境保護署管理的社區回收網絡發展項目。截至2024年5月，項目驅使全香港設置了11個回收環保站、78個回收便利點、超過120個回收流動點、超過70組智能回收箱及超過400部智能廚餘機。

## 歷史
自1998年起，香港社區回收主要倚賴路邊設置超過16,000個收集廢紙、金屬及塑膠的分類回收桶（俗稱「三色回收桶」），並輔以各項可回收物料的特設計劃，以便出口至其他地方循環再造。隨著世界回收科技進步、香港回收再造業拓展和個人環保意識增強，多個環保團體指出路邊回收桶有著回收效率有限、容易因街頭環境受污染、與及難以管理物料去向的缺點。針對這些意見，香港環境保護署於2013年透過向非牟利團體招標和提供資助，在全港五個地區以先導方式設立「社區環保站」，於2014年施政報告再宣告將社區環保站擴展至全香港18區。其後經過內部整合，計劃正名為「綠在區區」，並在2015年4月開立首座社區環保站「綠在沙田」。不過隨後數年，香港社區回收網絡始終未有成為大眾焦點，使綠在區區發展比預期相對緩慢。2020年，全香港只有9個地區設置社區環保站，配以22個由環境及自然保育基金資助，規模較小的社區回收中心。兩者分別因著位置偏遠及環境雜亂污穢，而導致覆蓋率十分有限。
同年11月16日，環境保護署實行智能回收系統先導計劃，推出「綠綠賞」積分計劃，讓市民可透過智能積分卡，在各中心進行物料回收時得到積分，再用來兌換日常生活用品、糧油乾貨及環保日用品。綠在區區品牌亦經由專業設計師重新塑造，成為沿用至現今的形象和運行模式。其中原有社區環保站改稱為「回收環保站」，社區回收中心則在提升規模後易名為「回收便利點」，全部均採用形象統一和旗幟鮮明的設計。變革亦首次引入每週定時定點於街邊運作的「回收流動點」，能夠一次過收集大量回收物料的「社區智能回收車」，與及透過探訪向各屋苑樓宇提供回收支援和教育的「綠展隊」。相關誘因成功吸引較多市民投入分類回收的習慣，使環境保護署於2022年年底實行將當時超過18,000三色回收桶分批移除，正式讓「綠在區區」替代為香港社區回收的核心。
改革後一段時間，「社區智能回收車」因著成效不彰而大部分改為公民教育用途，也有一部分改為專門向合作屋苑樓宇收集回收物料，相關服務命名為「綠綠收」。營運回收點的地方和人手有限，亦促成「智能回收箱」的引入。部分與回收點分開推動的回收先導計劃及新項目，亦為了更有效推廣至目標群眾而被納入綠在區區品牌內管理，其中較有規模的是環境保護署及環境運動委員會，自2022年起推行兩項分別針對公共屋邨和私人屋苑的計劃，於各大屋苑設置「智能廚餘機」。就著香港原定於2024年實行廢物徵費，環境及生態局預料對綠在區區服務需求亦會隨之增多，於2023年7月公佈會將回收點網絡擴展至50個香港公共屋邨，並於2024年1月批出大部分全新建設及營運合約。局方亦在2024年1月表示會將智能廚餘機服務擴展至所有公共屋邨。及後當徵費推行因為爭議而觸礁，環境及生態局宣佈會在政策2025年重新上馬前，將全港現時環保站、便利點和流動點合共超過200個回收點，提升4倍至超過800個；廚餘收集點亦計劃增加1倍，並將引入「廚餘回收流動點」的概念服務；除了透過設立全新地點外，政府亦會將現有垃圾站進行改裝，以完成前述兩個擴充計劃。

## 營運模式

### 品牌標誌
綠在區區品牌以「綠」字為概念，取諧音數字「6」為基本標誌，再混合代表「GREEN」的英文字母「G」及循環再造標誌於設計當中，寓意「綠綠」無窮。設計師亦指出標誌參考香港人普遍稱呼7-Eleven便利店為「7仔」的習慣，期望回收點可以成為香港人集體認知的「6仔」。

### 地點及設施管理
政府對以下綠在區區網絡當中的回收點及設施作出定義：
- 回收環保站：營運基本回收服務外，同時提供環保教育和回收支援服務的區域回收樞紐，有不少為新設獨立建築，設有多功能活動室及辦公室。回收設施與便利點相若。[13]
- 回收便利點：營運基本回收服務的回收點，普遍為租用區內大型鋪位或使用公共屋邨之社區服務中心空間。一般設置智能磅、回收物料暫存櫃、自動禮品換領機、查詢櫃檯及放置收集袋及籠車的貨倉，亦有部分會配置智能回收箱。
- 回收流動點：每週指定時間定點運作的流動回收街站，再細分設置固定位置和時間標誌的「定時定點」，和需要每月商討非固定安排的「特設地點」。一般設置電子磅、積分系統平板電腦和簡約回收桶，並不時帶備智能磅、戶外簷蓬、收集袋及籠車。日間流動點為各環保站或便利點連帶管理；晚間流動點則交由獨立於環保站及便利點的團體就著較大服務地域作管理。
- 智能回收箱：普遍設於公共及私人屋邨和主要商場內，24小時全自動運作的大型機械回收箱。
- 智能廚餘機：普遍設於公共及私人屋邨和主要商場內，大部分時間收集廚餘的機械回收箱。

環保站及便利點的命名方式均為「綠在」以後配以相應地區。環保站必定以區議會18區命名，相對便利點則以更細的分區或身處屋邨命名。因著每個回收點隸屬於不同營運合約，一區內大部分的環保站及便利點之間不存在從屬關係，可以由不同非牟利團體營運，各自決定回收物料和流動點的管理，訊息發佈方面亦會有各自的社交媒體專頁，可在官方統一訊息外增加組織的環保相關資訊。以下為環保站及便利點於18區的分佈：
|                  | 中西區 | 灣仔區 | 東區   | 南區   | 油尖旺區 | 深水埗區 | 九龍城區 | 黃大仙區 | 觀塘區 | 葵青區 | 荃灣區 | 元朗區 | 屯門區 | 北區   | 大埔區 | 沙田區 | 西貢區        | 離島區 |
| ---------------- | ------ | ------ | ------ | ------ | -------- | -------- | -------- | -------- | ------ | ------ | ------ | ------ | ------ | ------ | ------ | ------ | ------------- | ------ |
| 環保站           | 不適用 | 灣仔   | 東區   | 不適用 | 不適用   | 深水埗   | 不適用   | 黃大仙   | 觀塘   | 葵青   | 不適用 | 元朗   | 屯門   | 不適用 | 大埔   | 沙田   | 西貢          | 離島   |
| 便利點           | 堅城   | 跑馬地 | 鰂魚涌 | 香港仔 | 大角咀   | 長沙灣   | 紅磡     | 新蒲崗   | 裕民坊 | 葵芳   | 路德圍 | 朗屏   | 建生   | 粉嶺   | 大埔墟 | 大圍   | 寶琳          | 梅窩   |
| 便利點           | 西營盤 | 不適用 | 天后   | 鴨脷洲 | 佐敦     | 元州     | 土瓜灣   | 彩雲     | 啟業   | 大窩口 | 二陂坊 | 元朗墟 | 新墟   | 聯和墟 | 太和   | 駿洋   | 西貢墟        | 逸東   |
| 便利點           | 上環   | 不適用 | 漁灣   | 不適用 | 不適用   | 蘇屋     | 寨城     | 慈正     | 順利   | 青衣   | 石圍角 | 天華   | 安定   | 石湖墟 | 大元   | 欣安   | 西貢墟-調景嶺 | 迎東   |
| 便利點           | 不適用 | 不適用 | 環翠   | 不適用 | 不適用   | 白田     | 德朗     | 慈民     | 油麗   | 長康   | 梨木樹 | 天恩   | 欣田   | 皇后山 | 廣福   | 沙角   | 健明          | 不適用 |
| 便利點           | 不適用 | 不適用 | 小西灣 | 不適用 | 不適用   | 不適用   | 不適用   | 慈樂     | 平田   | 荔景   | 不適用 | 天恒   | 湖景   | 清河   | 不適用 | 水泉澳 | 尚德          | 不適用 |
| 便利點           | 不適用 | 不適用 | 耀東   | 不適用 | 不適用   | 不適用   | 不適用   | 橫頭磡   | 秀茂坪 | 葵盛   | 不適用 | 不適用 | 富泰   | 不適用 | 不適用 | 不適用 | 不適用        | 不適用 |
| 便利點           | 不適用 | 不適用 | 興東   | 不適用 | 不適用   | 不適用   | 不適用   | 竹園     | 彩德   | 安蔭   | 不適用 | 不適用 | 不適用 | 不適用 | 不適用 | 不適用 | 不適用        | 不適用 |
| 便利點           | 不適用 | 不適用 | 不適用 | 不適用 | 不適用   | 不適用   | 不適用   | 不適用   | 牛頭角 | 不適用 | 不適用 | 不適用 | 不適用 | 不適用 | 不適用 | 不適用 | 不適用        | 不適用 |
| 便利點           | 不適用 | 不適用 | 不適用 | 不適用 | 不適用   | 不適用   | 不適用   | 不適用   | 彩盈   | 不適用 | 不適用 | 不適用 | 不適用 | 不適用 | 不適用 | 不適用 | 不適用        | 不適用 |
| CIP 正在建設中。 |        |        |        |        |          |          |          |          |        |        |        |        |        |        |        |        |               |        |

獨立於回收點外的智能回收箱及廚餘機，則普遍由接收物料的回收商或綠色工業直接承辦建設、轉運物料及日常維修的管理。

### 回收物料

綠在區區刻劃的其中9個回收物料類別（由上二起）：
廢紙、金屬、膠樽、玻璃樽
四電一腦、小型電器、慳電膽及光管、充電池、紙包飲品盒

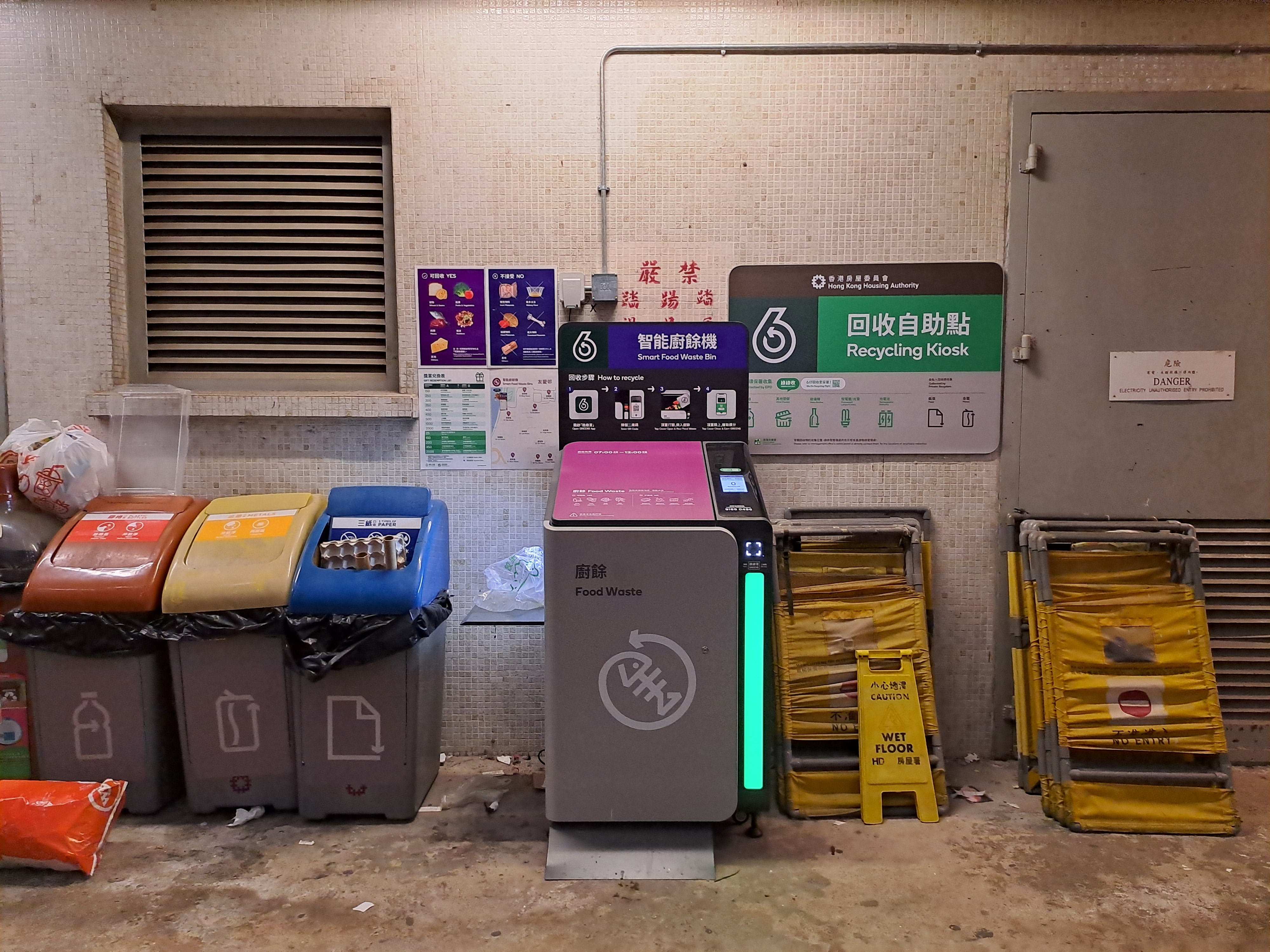
現時部分香港公共屋邨地下大堂或公眾範圍均設有智能廚餘機，以供大眾回收廚餘

網絡初始時，部分專業團體一度以國際垃圾分類標準，要求市民在交收時按產品標記分到不同收集處，其中塑膠和紙張都曾經各自分為十多種。後來在更新品牌時，政府採納顧問意見將收集物料方面的分類盡量簡化，並就著過往散亂的回收計劃進行整合，確認9個回收物料類別：廢紙、金屬、膠樽、其他塑膠、玻璃樽、五項受管制電器（包括空調機、雪櫃、洗衣機、電視機、電腦及其周邊設備，俗稱「四電一腦」）、小型電器、充電池及慳電膽及光管。隨後回收點陸續新增紙包飲品盒類別，惟官方一度只視為廢紙的延伸，直至2023年9月1日更新積分計劃時才成為全部回收點通行的獨立分類。另外網絡亦因應整個香港減廢藍圖的規劃，登陸3個並非由回收點處理的類別：衣服、燒烤叉及廚餘。收集的物料將會由營運團隊人員作進一步分類及篩選。

### 回收點流程
市民自行將收集回來的可回收物料弄乾淨、拆解和分類後，自行攜帶到回收點的電子磅進行分批磅重程序。部分回收點可以借用載物籃短暫裝載物料，而職員亦會監察所選回收物料類別是否正確。如使用智能回收箱，其將會先確認放入物料前重量，再讓市民放入相關物料後進行磅重。回收點職員會按照電子磅或智能回收箱的磅重結果，確認該次回收行動可以累積的綠綠賞積分。計劃早期規定市民需要一次過回收2公斤物料，才會獲發綠綠賞的實體積分卡；於2022年1月6日推出的手機應用程式及電子戶口制度則撤去這個限制。
大部分物料均以1公斤10分的比例給予積分；而針對膠樽和玻璃樽佔據位置較多及對環境遺害較高，官方將1公斤的所得積分分別定為80分及20分，以增加回收誘因。所有磅重系統能夠辨認的最小單位為0.1公斤，不足者將不會獲得任何積分。
回收點的磅重流程完成後，市民便可將物料投入相應的收集箱或暫存櫃內，回收點職員將就著滿載程度定時搬往貨倉，放入收集袋或鐵籠車備存。部分物料在貨倉內經過進一步分類後，由回收點通知政府指定的外判運輸商或下游回收商收集處理。智能回收箱則會在系統感應滿載後發出訊息，通知負責人員定時清空。
回收點因著由人手管理而有營業時間限制。部分回收點會安排在營業時間以外，讓市民將回收物料放置在店外的鐵籠車或簡約回收桶內，由職員在下次開門前整理。

### 廚餘機流程
環境保護署安排參與廚餘回收計劃的公共、資助及私人屋邨居民，使用邨內配置的廚餘機回收。居民平日可將合資格廚餘收集在屋邨中央發放的廚餘收集桶，然後拿到設於地面的廚餘機傾倒，備存於機內的特製膠袋內。廚餘機會在每次回收會一直追蹤投入物料重量，接收到超過0.1公斤物料後，便會在限時內確認完成。系統會以當日第一次回收的結果發放綠綠賞積分，繼後同日再作回收則不會發放積分。不論廚餘機滿載與否，其每日清晨時份都會停止服務，讓負責人員前來清空。
基於衛生原因和長距離搬運廚餘的難度，廚餘回收最初沒有交由回收環保站和便利點直接管理。但隨著回收渠道的知名度增加，以及垃圾收費驅使更多市民設法減少廚餘垃圾量，署方決定陸續在適合的環保站加入廚餘機。

### 相關計劃
環境保護署在2023年推出的「走塑有賞」計劃加入綠綠賞積分機制，成為首項非以物料回收，而是源頭減廢獎賞積分的途徑。

## 爭議事件

### 涉嫌政治酬庸
自先導計劃推行以來，政府一直倚賴資助非牟利團體的模式營運回收點。但當中不少綠在區區的經營合約都落入建制派團體手上，因此惹來民主派人士質疑綠在區區計劃是變相將利益輸送予建制派團體。其中部分團體長期沒有達到環境保護署的每月目標回收量，卻仍獲批新一輪合約，甚至因為特定物料表現優異而得到獎勵，因此受到更為猛烈的抨擊。
綠在區區亦曾因為2019年因應社會事件情況的發展，暫停廢玻璃樽回收服務，而被批抨政治凌駕環保。

### 回收站處理能力成疑
基於香港人口居住密度比其他國家和地區較高，坊間一直有聲音認為香港政府低估各地區對回收點服務的需求。未改革之前的社區環保站及社區回收中心情況，曾於2020年4月成為審計署發表報告的專題之一，表明其花費較多公帑下沒有達至預期成效。
即便政府在品牌改革以後加快設立回收點，整體仍然追不上市民需求。2023年，在香港落實廢物徵費前的一個聖誕長假期，大部分回收點都有全日休息及提早關門的安排。結果部分回收站門外出現回收物料堆積如山的惡劣情況，其中一個位於紅磡的回收便利點更因此遭到環境保護署提出警告，亦有不少回收站職員被迫變相加班。有地區人士認為此舉進一步印證當前綠在區區服務未能滿足香港實施垃圾收費後，市民為節省金錢而大幅增加的需求。
政府因應問題，決定於2024年農曆新年假期前夕讓回收環保站及便利點延長營業時間，並在部分假期日子讓市民將物料放入短暫開放的回收點內（不支援賺取積分、換領禮品及物料轉運的安排）；於觀察結果後，再檢討日後假期服務安排。

### 廚餘機配置細節不周
就著香港過往有近30%運往堆填區的垃圾為廚餘，而一般人無可避免煮食和進食時衍生未能直接活用的殘渣，不少市民銳意利用廚餘機作每日回收，降低日後每日棄置廚餘所衍生的高額垃圾收費。不過香港政府明顯低估相關需求，導致部分公共屋邨的廚餘機人口比例處於不合理水平，從而加大了發生滿載和機件損壞的機率。部分市民更因此時常將包裝廚餘放到機外，催生了另一重社區衛生的問題。廚餘計分方式與一般回收物料不同，亦誘使部分市民開立多個綠綠賞帳號，將廚餘分批倒入，以賺取更多積分及獲得更多禮品，造成不公現象。
而政府原欲分發給各屋邨家庭的廚餘收集桶，亦因為事前準備不足，而時常無法在廚餘機設立時交予對象市民，導致普遍居民轉用膠袋裝載廚餘並傾倒，而受污染的膠袋則淪為堆填垃圾，堵滿附近的垃圾桶。儘管後來環境保護署表明本地最新廚餘處理設施O·PARK 2，將以新技術處理連袋和大塊骨頭扔入機內的廚餘，但因著推出時舊設施O·PARK 1及其他私人商家的技術仍未追上，而被人抨擊資訊含糊不清。
此外，環境保護署在應對垃圾收費的計劃，只訂明會為所有公共屋邨免費設置廚餘機，而沒有法團和管理公司的大廈與私人屋苑，則仍依賴門檻和開支頗高、流程緩慢的既有計劃。即便後來表示考慮放寬條件和加快審批，亦被許多市民認為整體安排並不妥善。

### 無法完全配合環保教育
雖然綠在區區管理較三色回收桶完善，但部分負責團體與環境組織的性質相距甚遠，所以仍會然發生員工不諳應對過多回收物料而將之不當棄置、營運團體無法從監察日常流程發現錯誤，與及回收物料蹤跡透明度不足等問題，導致一些市民對使用綠在區區服務缺乏信心。立法會其中一份透視數據的文件，便顯示綠在區區2022年回收量為2.7萬噸，僅佔整體本港都市固體廢物1.1%。
香港垃圾收費實行在即，迫使部分慣常只會扔掉所有垃圾的人士初次嘗試回收，結果因著他們沒有分類和乾淨回收的意識，而經常在綠在區區營業時間以外，將混有不可回收物料、廚餘剩食，甚至厭惡物棄置於門外自助回收設施。此舉導致回收點職員需要肩負清潔工人和垃圾站工人的職責，並要為這些廢物準備購入政府指定垃圾袋處理的預算。在指定垃圾袋爭議方面，普遍未有足夠認知的市民、具引導性的輿論、以及執著於得失的商戶，以至解答疑問的政府官員，幾乎都只將問題集中在如何用垃圾袋處理原有類型與數量的垃圾，有意無意將攜帶回收物料至綠在區區回收點和廚餘機處理的選項完全排除，忽視其作為有效減低社會成本的一環。
這些現象反映綠在區區在許多人眼中僅為一個回收產業渠道，沒有成為帶領大眾投入環保和可持續發展生活的先驅。在環保教育角度，綠在區區尚未在普遍香港人日常生活實行的範疇，成為必要角色。

## 外部連結
- 香港減廢網站「綠在區區」專頁 （页面存档备份，存于）
- 香港政府一站通「綠在區區」專頁 （页面存档备份，存于）